# Einwegkamera

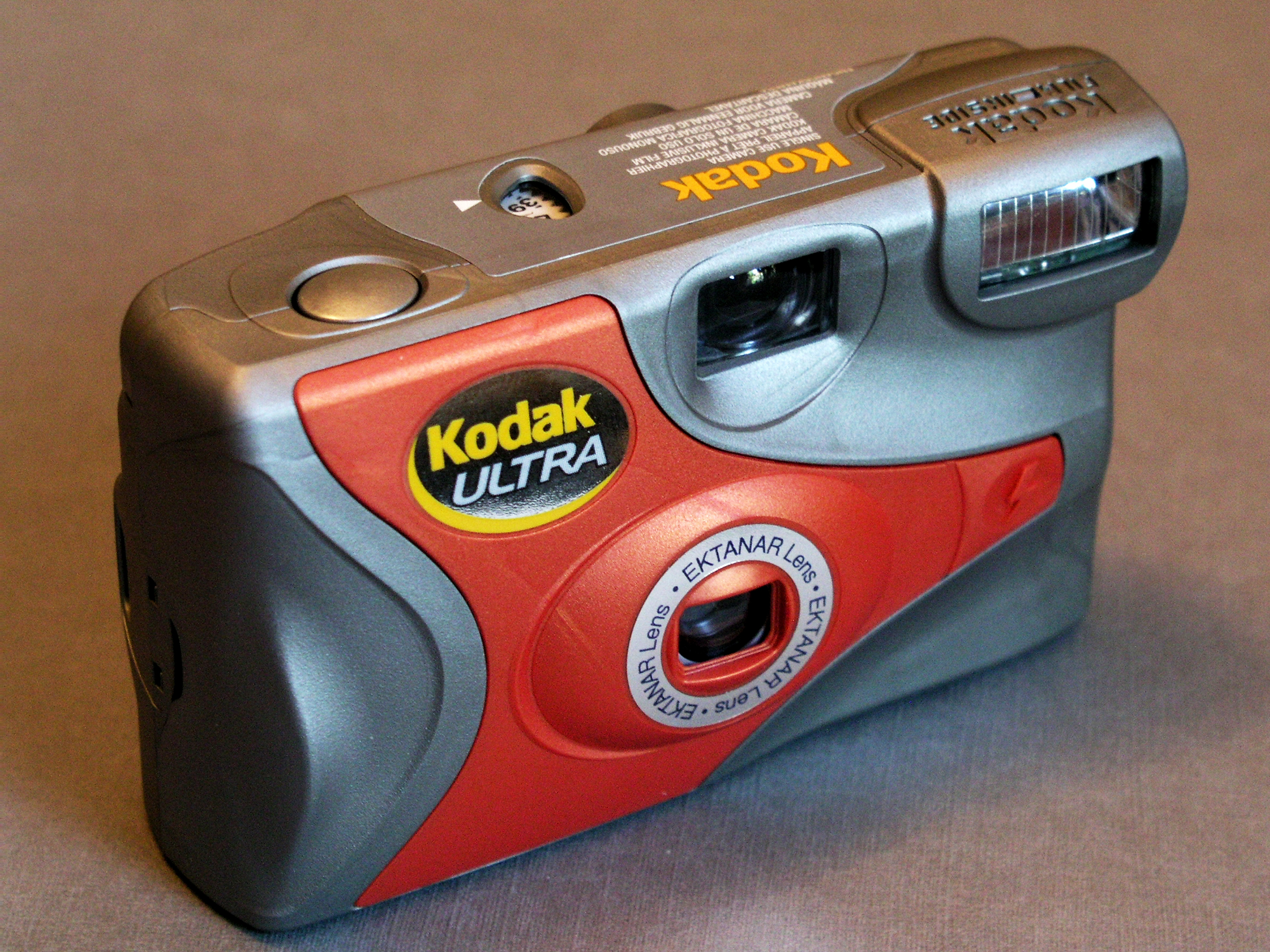
Eine Einwegkamera

Einwegkameras (auch Einmalkameras und Wegwerfkameras genannt) sind einfache Sucherkameras, bei denen der Film normalerweise nicht gewechselt werden kann. Sie werden als Ganzes ins Fotolabor gegeben, wo die Kamera geöffnet und der dort eingelegte Film entwickelt wird. Die leeren Kameragehäuse werden vom Fotolabor entweder entsorgt oder gesammelt und gegebenenfalls durch den Hersteller der Einwegkamera mit einem neuen Film versehen und erneut in den Handel gebracht. Da meist ein handelsüblicher Kleinbildfilm mit Patrone eingesetzt wird, öffnen einige Bastler ihre Einwegkameras nach Benutzung auch selbst und bestücken sie mit einem neuen Film.
Die ersten Einwegkameras (Produktname Quicksnap) wurden von Fujifilm entwickelt und Anfang der 1990er Jahre auf den Markt gebracht. Sie bestanden aus einem dicht verklebten Kartongehäuse mit einer Fixfokus-Kunststofflinse und einem einfachen Sucher. Später folgten Modelle mit integriertem Blitzlicht. Heute werden Einwegkameras von vielen Herstellern angeboten, sie entsprechen weitgehend der von Fuji entwickelten Bauweise. Verwendet wird in der Regel Kleinbildfilm mit 27 Bildern, gelegentlich auch der heute kaum mehr verbreitete Pocketfilm. Es gibt auch Modelle mit Kunststoffgehäuse, die bedingt unter Wasser verwendet werden können (in ein bis drei Metern Wassertiefe).
Von Anfang an wurden Einwegkameras wegen der durch den Materialmix aus Papier, Kunststoff, elektronischen Bauteilen und Batterien problematischen Entsorgung kritisiert. Die erste vollständig recycelbare Einwegkamera wurde im Jahre 1986 von Fujifilm entwickelt und auf den Markt gebracht. Einwegkameras konnten sich als „Gelegenheitskamera“ für Schnappschüsse und „Reservekamera“ (z. B. im Auto für den Fall eines Unfalls) durchsetzen. Individuell bedruckt sind sie auch als Werbegeschenk verbreitet. 
Der deutsche Journalist Philipp Abresch nutzte den vergleichsweise geringen Preis von Einwegkameras bei mehreren Projekten für „Fotojournalismus von unten“. 1999 verteilte er Einwegkameras an Kinder im Kosovo. Dadurch ausgelöst folgte 2002 ein Projekt in Zusammenarbeit mit der GTZ unter der Schirmherrschaft von Yoko Ono. An etwa 500 Kinder in 45 Ländern wurden Einwegkameras mit der Bitte verteilt, am 30. April mit ihnen zu fotografieren. Daraus entstand die Wanderausstellung „Imagine, your photos will open my eyes“. Anfang 2004 verteilte Abresch in Bagdad 170 Einweg-Kameras an Kinder, Jugendliche und US-Soldaten. Dabei entstanden mehr als 3500 Fotos. 
Neben dem Auslöserknopf befindet sich in der Regel ein Zählwerk, das anzeigt, wie viele Fotos noch unbelichtet sind. Es wird also heruntergezählt. Der Filmtransport geschieht in der Regel mit einem Rädchen per Hand.